# 廓爾喀縣
廓爾喀縣（英語：Gorkha District；尼泊爾語： Listenⓘ），是尼泊爾的77個縣之一，隸屬於甘达基省，是沙阿王朝奠基地。全縣面積3,610km²，人口數（2001年）288,134。瑪納卡瑪納廟位於境內。
西北部的馬納斯盧峰海拔8,156公尺，為世界第八高峰；喜馬爾佐利山海拔7,893公尺，為世界第十八高峰。
2015年尼泊爾地震的震央位於該縣境內，为尼泊尔重灾区。

## 外部連結
- . Statoids.（2015年前）